# 断続平衡説

上は系統漸進説と呼ばれるもの。下が断続平衡説で、進化は短期間に爆発的に起こると主張する。

断続平衡説（だんぞくへいこうせつ、Punctuated equilibrium）は、生物の種は、急激に変化する期間とほとんど変化しない静止（平衡、停滞）期間を持ち、”徐々に”進化するのでなく、“区切りごとに突発的に”進化していき、小集団が突発して変化することで形態的な大規模な変化が起きるとする進化生物学の理論の一つ。区切り平衡説とも呼ばれる。
1972年に古生物学者ナイルズ・エルドリッジとスティーヴン・ジェイ・グールドはこの考えを発展させる記念碑的な論文を発表した。彼らの論文はエルンスト・マイアの地理的種分化理論、マイケル・ラーナーの発生学と遺伝的ホメオスタシス理論、および彼ら自身の古生物学研究の上に築かれた。エルドリッジとグールドは、チャールズ・ダーウィンが主張した種の漸進的な変化は化石記録には実質的に存在せず、化石記録が示す断続と停滞は、ほとんどの種の実際の歴史を表していると主張した。
断続平衡説は通常、系統漸進説と呼ばれる理論に対比して用いられる。漸進説とはグールドらによれば、大きな集団が全体的に一様に、ゆっくりと、均一の速度で安定した状態を保ちながら進化が起きることと定義されている。この見地からは理想的には化石記録はゆっくりとなめらかに変化するように発見されるはずと予測される。この説の問題点として、変化しつつある中間の段階の化石がほとんど見つかってこなかったことを彼らは挙げた。それに対してダーウィンとその後継の進化生物学者は、地質学的記録では地球の歴史を完全には記録できないという説明を用いてきた。つまり化石記録がまだ見つかっていない（ミッシング・リンク）か、単に化石にならなかったというわけである。エルドリッジらの主張では、化石にならなかったのではなく、“何百万年も変化し続ける”中間種というものがそもそも存在しない。種は種分化の初期の段階で急激に変化していき、ある程度の形が整うと、その後何百万年とほとんど変化しない平衡状態になるというのである。

## 理論形成の経緯
断続説はエルンスト・マイアの同所的種分化と、特に異所的種分化・周辺種分化によるネオダーウィニズムの拡張として始まった。この理論の基盤は1954年のマイアの研究を元にしているが、ほとんどの科学史家は1972年のエルドリッジとグールドの論文を、断続説の主要なソースであり、新しくて重要な古生物学的研究の基礎論文であると認めている。断続説はエルドリッジとグールドが「停滞」を非常に大きく強調した点でマイアのものと異なる。一方マイアは化石記録で見つかる不連続なパターンの説明に関心を持った。
エルドリッジとグールドの論文は1971年のアメリカ地質学会の年次総会で発表された。シンポジウムは現代的な小進化の研究が、古生物学と大進化の理解の様々な視点をどのように甦らせるかという点に注視した。グールドの友人でその会議のオーガナイザーであったトム・ショップはグールドの種形成の講演に日程を割り当てた。グールドによれば、アイディアの大部分はエルドリッジのもので、断続平衡という用語をグールドが考え論文を執筆した。
エルドリッジはアメリカの三葉虫の研究から、グールドは氷期のバミューダ諸島の陸貝の研究から、それぞれ、短期間に種分化が起こり、その後長期間にわたって解剖学的変化がまったく見られないというパターンを発見していた。

## 概要
断続平衡説には様々なバージョンがあり、主張が一貫していないが、海洋生物学者ウェズレイ・エルズベリーは大まかにその主張を次のようにまとめている。
1. 古生物学は現生生物学によって説明されるべきである。
2. ほとんどの新種は、種内進化よりも分岐的進化（種分化）によって誕生する。
3. ほとんどの新種は、周辺種分化によって誕生する。
4. 巨大で広範な種の場合、その存続期間を通じてどんなことがあってもゆっくりとしか進化しない（この強硬な視点は後にゆるめられた）。
5. 通常、娘種は地理的に限定された地域で進化する。
6. 通常、娘種は時間的に限定された範囲で進化し、それは種の存続期間全体と比べれば小さい。
7. 化石記録のサンプルはほとんどの種が停止状態にあることを明らかにする。また生態的遷移と分散の結果として新しい派生種の突然の出現を明らかにする。
8. 系統内の適応的な進化はほとんど種が形成される期間内に起きる。
9. 適応の方向はほとんどが種選択によって引き起こされる。

エルドリッジとグールドはダーウィンの著書を引用し、系統漸進説を次のように定義した。
1. 新しい種は祖先種の中で、変化した子孫種によって起きる。
2. 変化は一様で、ゆっくりである。
3. 変化は大集団でも起こり、通常は祖先種全体が変化する。
4. 変化は祖先種全体か、地理的分布の大部分で起こる。

この主張はいくつかの要点を含意する。エルドリッジらはそのうちふたつを重視した。
1. 理想的には新種の起源の化石記録は、祖先と子孫を結び付ける連続的な長い変化を示すはずである。
2. 進化の系統の断絶的な記録は、化石記録の不十分さのためである。

## 一般的な誤解
断続説はたびたびジョージ・ゲイロード・シンプソンの量子進化（マルチテンポ進化）、リヒャルト・ゴルトシュミットの跳躍進化説（多量の遺伝的変異が同時に起こり、親とは全く異なる子（新種）が誕生する進化様式）、ライエル以前の激変説（天変地異説）、そして大量絶滅を説明する理論と誤解される。したがって、断続説は漸進説と相反する理論であると考えられることが多い。しかしこれは実のところ漸進説の一つである。地質堆積物の間に発見される化石記録の進化的変化は突発的に見えるが、断続説は世代一つ一つの間に大きな遺伝的変化があるとは述べていない。
そのため、後にグールドはこうコメントした。「我々の古生物学の同僚は進化学を学ばず、異所的種分化を知らず、地質学的なタイムスケールをよく考慮しなかったためにこの洞察を見逃した。進化学の同僚も地質学的時間を考慮しなかったために含意をくみ取ることができなかった。」
断続説と漸進説の違いは次の例でよく理解できる。ある種の動物の手足の長さが50,000年で50センチ長くなると想定する。この時間は地質学的には一瞬である。また形態的な進化としては膨大である。平均的な世代間隔が5年であれば、10,000世代に相当する。この仮想的個体群が、最も保守的な(つまり毎世代同じ速度で）進化を遂げるとすれば、一世代につき0.005cmの割合で手足の長さが増大すると結論するのが合理的である。ジョン・メイナード＝スミスはこう指摘する。「5万年を要する変化は古生物学者にとっては突然だが、集団遺伝学者にとっては漸進的である」「化石記録の間は数千世代離れており、化石の断絶は跳躍的進化の証拠にはならない」
断続説と漸進説は排他的な物ではなく、漸進説を拡張する理論だとグールドらは述べており、1977年にはこれを説明するために苦心している。グールドは最後の著書『進化の理論の構造』では断続並行的な進化は既知の進化遺伝学のメカニズム、すなわち自然選択と突然変異によって5万から10万年程度で起こると述べた。断続説は周辺種分化説以上に跳躍的な理論ではない。
断続平衡説は証拠の欠落を根拠としており検証不能であると指摘されることがある。エルドリッジとグールドは断続説を支持する二つの異なるラインの証拠を提示することに費やした。一つは有肺腹足類、もう一つは三葉虫ファコプス目で、同様に、古生物学的証拠についての議論が1977年の論文ではかなりの割合を占められている。またこの理論の証拠に挙げられるのは「生きた化石」の存在である。シーラカンスやオキナエビス、イチョウやカブトガニといった何億年も昔から存在していて、ほとんど当時の化石と変わらない姿で今も生きている種を生きた化石という。このように生物の形態が長期間変化しない現象はよく知られており、進化学において説明すべき重要な問題である。

## 論争

### 主張
断続平衡説がもたらした最も大きな論点の一つは長期間にわたる「停滞」が何によって引き起こされるかである。この原因として強調されたのは遺伝子流動と遺伝的ホメオスタシスであり、グールドは他に発生的制約を強調した。突然変異はどのような種類でも可能であるわけではない。生物の遺伝子型は複雑な表現型の共適応系を構成しており、すでに持っている形質によって有効な変異の幅は制限される。一方エルドリッジは「生息地の追跡」を重視する。環境が変われば個体群は生息地を移動するために、形態的な進化を必要としないかもしれない。これらの主張の特徴は、自然選択に抵抗する何らかのメカニズムがあると主張しているところにある。
二つ目の論点は形態上の進化、適応的な進化がいつ、何によって引き起こされるかである。このメカニズムとしてエルドリッジとグールド、デヴィッド・ラウプ、スティーヴン・スタンレーらは種選択を提唱した。種選択とは種自体が持っている特性（生息域の広さや個体数など）によって種同士が競争し、その結果として絶滅や適応的な形質が誕生すると主張する理論である。種選択は群選択とは異なる。群選択は個体の形質や行動が個体の利益を低下させ、群れの利益を増大させていると考える点で個体選択と対立する。種選択は種の持つ特性が種間競争において重要だと考えるだけであり、個体選択と両立する可能性がある。
第三に、自然選択は小進化しかもたらさず、大進化は他のメカニズムによって説明されなければならないという主張である。第一、第二の点とも関連するが、主唱者はほとんどの進化的変化が種分化の間に起き、その時のランダムな方向が系統の進化の傾向を決定すると主張した。この立場では、自然選択は進化の方向にほとんど寄与しない。

### 反論

#### 進化的停滞
ネオダーウィニズムでは多くの長期間の停滞は安定性選択の結果として説明できると考えてきた。ジョン・メイナード＝スミスは発生的制約や生息地の追跡の重要性を認めるが、それで停滞のほとんどを説明することに疑問を呈している。そして、特定の変異だけを許しそれ以外の進化的変化を制約する一般的な発生的法則はないと主張する。同時に、ネオダーウィニズムは発生の視点を軽視してきており、発生的な観点からよく研究されるべきだと認める。リチャード・ドーキンスは人為選択の際に、対象の動物が選択圧に従ってすみやかに変化することを示し、選択圧に抵抗する遺伝的なメカニズムはないだろうと指摘した。マイアによれば化石の解釈は難しく、進化的停滞の証拠は非常にバイアスのかかったサンプルに基づいている。

#### 種選択
種選択の研究は集団内や個体に加わる自然選択の検証では分からない絶滅や進化のパターンを明らかにする可能性がある。エリザベス・ヴルバは種選択に解明すべき一定の法則やパターンがあると考えている。ドーキンスはこの議論を経て、ある系統は他の系統よりも絶滅しにくい場合があるのではないかと考え「進化しやすさの進化」を考慮するようになった。しかしメイナード＝スミスはほとんどの適応的な形質を種選択と絶滅によって説明することは量的困難が存在すると述べ、個体選択よりも種選択が重要になるケースはあったとしても多くはないだろうと述べている。
ある種の誕生や絶滅が種選択の結果だと呼べるには条件がある。グールドは種選択がまれではないことを示す例として、干上がる池の魚を例に挙げた。池の乾燥は突発的な出来事であり、それまでの池への適応では対処できない。たまたま低酸素状態や乾燥に強い性質を持っているがそれまでは少数だった種の魚だけが生き残るかも知れない。このような事態は頻繁にありそうである。しかしアヤラは「低酸素や乾燥に強いという性質は種の性質ではなく個体の性質である。それは個体選択だ」と指摘する。種選択が働くために必要な「種が持つ特徴」が実在するかには議論がある。メイナード＝スミスは存在するかも知れないと認めたが、マイアは種の持つ形質は全て個体の遺伝子型の一部であると主張した。例えば分散しやすさは種の特徴でもあるが、種を構成する個体の特徴でもある。
また、種選択はそのような現象が起きるとしても、個体選択とは異なり累積しないため、複雑な形質が発達する原動力とはなりそうにない。さらに種選択は提唱されてから30年間、個体選択よりも重要な働きをするという証拠を提示していないという問題がある。

#### 大進化
断続平衡説によって、大進化が小進化の積み重ねで起きるという先験的な仮定は見直されることになった。小進化がどこまで大進化を説明できるか、他のメカニズムが必要なのかは未だに議論が続いている。しかし河田雅圭が指摘するように、大進化が小進化の積み重ねでは起きない、あるいは全く別のメカニズムでなければ説明できないという主張に十分な根拠はない。
断続平衡説に関わる進化機構の概念として、形態の進化の方向性が集団内の遺伝的変化によって生じる形態変化だけでなく、系統(集団や種）が新たに分岐したり、絶滅したりする結果、クレード（共通祖先をもつ系統のあつまり）内での形態の頻度や傾向が影響をうけるという系統選択の概念がある。この考えは、形態の多様性や系統の多様性を考える上で重要であり、今後さらに検証していく必要がある。

### その他の批判
マイアによれば広範な批判や激昂を引き起こしたのは次の四つの主張であった。
1. 急速な進化と長期的な停滞のつよい強調
2. 新しい考えという主張。漸進主義と断続主義の対比。
3. ダーウィニズムへの反証という主張。特に「ダーウィニズムは実質的に死滅している」という発言。
4. 有望な怪物、つまり跳躍説の復権

さらに用語の曖昧さと多義性が混乱を増幅した。

#### 漸進主義とは何か
リチャード・ドーキンスは『盲目の時計職人』で断続平衡説を取り囲む（彼の視点によれば）広い誤解を訂正するために一章を捧げた。彼の中心的な指摘は、グールドが系統漸進説と呼ぶときに、それを進化の割合が「均一的」だという意味で用いている点である。ドーキンスはグールドらの漸進説を便宜的に「速度一定説」と呼ぶ。そしてこれは「ダーウィニズムのカリカチュア」であり、そのような説は「存在しない」。この劇画化されたダーウィニズムを却下すれば、後に残るのは一つの論理的選択肢だけである。それをドーキンスは「速度可変説」と呼ぶ。
速度可変説は大まかに二つに分けられる。一つは連続的可変説であり、もう一つは不連続的可変説である。不連続可変説は「トップギア」と「停止」しかない車のようなものである。エルドリッジとグールドはこの場合、後者であり、安定状態と相対的に急激な進化の間を飛ぶように行き来すると考える点では真にラディカルである。彼らは進化が爆発的に進むか、あるいは全くそうで無いかのどちらかだと主張する。連続的可変説は非常に速い状態から非常に遅い、そして止まっている段階まで、全ての中間段階を含めて進化の速度があり得ると考える。この見方よりも不連続可変という急進的な立場を選ぶ理由はないとドーキンスは指摘する。しかし化石の不連続さは周辺種分化した娘種がもとの生息地で祖先種と置き換わる生態的イベントで説明できると考える点では、エルドリッジとグールドとは異なる（マイアの立場に近い）。「進化的漸進主義に対する信念と、非常に急速な進化を含むいろいろな速度の進化の存在に対する信念との間にはいかなる矛盾も存在しない」。

#### 跳躍説との関係
断続説のもう一つの大きな誤解は跳躍進化説と結び付けられたことである。グールドはゴルトシュミットを賞賛するエッセイを書き系統漸進説とネオダーウィニズムを明確に区別せずに批判したために、跳躍説を断続説と結び付けたと多くの人を誤解させた。しかしグールドは（遺伝的な視点ではなく）発生的な視点から有望な怪物の可能性を論じており、実際には結び付けていない。さらに他のエッセイで、「そのプロセスは何百年か何千年もかかるので...」と明確に跳躍説を否定する。チャールズ・ダーウィンが漸進的な進化観を強調したのは、当時の跳躍説が進化論に神による創造を差し込もうとする試みであったためである。19世紀初頭には生きている化石のようにある系統は長い間変化せず、他の系統は変化しやすいことは知られていた。ダーウィンは漸進主義には固執したが、速度の斉一性には固執しなかった。跳躍説に反対する点ではグールドも漸進論者であり、一方で、進化は一定の速度で進むというグールドらの定義した漸進説にはダーウィンも恐らく反対し、その意味ではダーウィンも断続論者だろうとドーキンスは述べている。
| 「 | 多くの種はいったん形成されるとそれ以上には決して変化しない...。種が変化している期間は、年数ではかれば長いにしても、同じ形のままでいる期間に比べれば、恐らく短いだろう－チャールズ・ダーウィン『種の起源』第4版 。 | 」 |

#### 革新的であるという主張
ダニエル・デネットも断続説に批判的である。デネットは著作『ダーウィンの危険な思想』の中で、グールドが断続説を革命的なものと保守的なものであるという二つの立場を行き来したと述べた。そしてグールドが断続説は革命的だと主張し（あるいはそう主張しているように見なされ）批判されるたびにネオダーウィニズムの立場に退避したと指摘する。グールドはニューヨーク・レビュー・オブ・ブックスと彼の最後の専門的な大著『進化の理論の構造』でデネットへ反論した。
一部の批判家は、グールドが断続説の科学的正当性を主張するのにアナロジーやメタファーのような文学的手法をたびたび用いたことを明らかにした。特に彼は一般から人気を博したエッセイで断続説の正当性を主張するために文学、政治、個人的なエピソードから様々な戦略を多用する。グールドが非科学者の間から、彼の散文の色合いと力強さ、学際的な知識によって広く賞賛されると同時にレトリックの技術によって彼の理論も不当に大きな評価を得た、と彼の批判者たちは懸念を持った。
セーゲルストローレは「問題の誇張」「すでに他の人が述べたことの繰り返し」と言う指摘が、マイア、シンプソン、レヴィントン、ステビンズとアヤラ、ウィルソンからも行われたと記している。進化速度の点に関しては、メイナード＝スミスが「すでにG.G.シンプソンが論じており、進化速度が一定でないことは私が学生の頃からオーソドックスな見方だった」と述べている。エルズベリーは、一定速度漸進説がダーウィンのものだという申し立てはでっち上げであり、彼らの主張以外のどこにそれがあるのかを示す責任がエルドリッジとグールドにはあると指摘する。

### 化石種の問題
古生物学者は化石から種を特定しなければならない。そこで「化石種とは何か？」という問題が、エルドリッジとグールドを断続平衡説の提唱へ導いた。現在一般的に用いられている種概念はマイアの生殖隔離された「生物学的種」である。断続平衡説も種の概念に生物学的種を用いているが、化石種における種は「形態的種」である。古生物学者は生物学的種の推測を可能とするDNAなどの情報を利用することができず、また化石生成時のアクシデントが形態学的分類を困難にする。アヤラは「まず形態で種を定義し、そのあと種ができるときに形態も大きく変化すると言えば循環論法の過ちを犯すことになる」と指摘する。河田は形態学的に分類された種に現代の生物学的種概念を当てはめることの限界を指摘したうえで、「化石記録が常に断続的というわけではない」とのべている。また、後にグールドが説明に苦心しているが、どのような形態的差異が断続でどのような差異が連続的かの判断は恣意的なものである。断続平衡的な現象が見られることに古生物学者のあいだでは議論はない。現在でも議論となっているのは、断続平衡が一般的なのかまれなのかである。
シーラカンスなどの生きた化石はこの理論を説明する良い例ではあるが、グールドらはそれを重要な証拠とは見なしていない。古代のシーラカンスと現生のシーラカンスは明確に区別ができる程度に異なっているうえ、形態上同目に分類されてはいるが実際の類縁関係は明らかではない。グールドらが挙げた証拠に、翼の進化や四肢の数の変化のようなボディプランの大幅な変化は含まれていない。彼らが証拠として挙げたのは三葉虫の体節数の変化、肺魚の頭骨の変化、カキの貝の平坦さの変化などである。
長期間、形態が変化しないとする形態の安定(stasis)は重要な進化の現象である。しかし、それは、種が変化しないというよりも、特定の形態が長期間変化しない事を表している。実際、形態がほとんど同じでも、生殖的に隔離された別種はひろく見つかっている。1990年代に、ガラパゴス諸島において、ピーター＆ローズマリー・グラント夫妻によるダーウィンフィンチ類の研究によって、人間が観測可能な速度での形態の急激な進化が生じることが明確に示された。また、嘴の形態の漸進的な変化にともない漸進的にさえずりが異なるように進化し、生殖隔離に結果的に貢献したことが指摘されているが、嘴の断続的な急激な変化にともない生殖隔離が同時に進化したわけではない。グールドやエルドリッジは、生物の階層説を主張し、進化には、遺伝子や個体レベルだけでなく、種レベルでも働く進化メカニズムがあることの重要性を主張した。そのために、種の生成と形態の断続的な進化を結びつけたが、現在の多くの種分化の研究は、急激な形態変化と種分化が一致しないことを示している。

## 断続平衡説の意義
断続平衡説は種の進化速度についての停滞を強調し、個体や集団の変異の結果として種分化が進むのではなく、新しい種が出現したり絶滅したりすることが、進化のきっかけになるとする観点を提供した。この主張の極端な部分の多くが明らかに根拠がない物であったが、ダグラス・フツイマは形態の停滞に注目が当たったのはエルドリッジとグールドの功績だと認め、マイアも断続平衡説以前は異所的種分化、周辺種分化説は重視されていなかったと述べる。またこの理論は進化の階層性に注目を集めた。そのため今後も検証されていく価値があると認められている。しかし多くの進化学者に共通した見解は、断続説はネオダーウィニズムの代替理論ではなく、その内部にあると言うことである。
断続平衡説は、生物学にとどまらず言語学にも影響を与えた。R. M. W. ディクソンはオーストラリア等の言語を調査しながら、比較言語学に見られるような「系統樹モデル」や「波紋説」とは異なった「断続平衡モデル」を提唱した。